# Mauricio Ardila Caño
Mauricio Alberto Ardila Caño (Yarumal, Antioquia, 21 de maig de 1979) és un ciclista colombià professional des del 2009 i actualment a l'equip Aguardiente Antioqueño. Del seu palmarès destaca la victòria final a la Volta a la Gran Bretanya i diferents victòries d'etapa. També es va classificar entre els 10 primers a la Volta a Espanya de 2005.
És cosí del també ciclista Alex Caño.

## Palmarès
- 1999
  - 1r al Volta a Colòmbia sub-23
- 2000
  - Campió panamericà sub-23 en ruta
  - 1r al Volta a Colòmbia sub-23
- 2001
  - Vencedor d'una etapa de la Volta a Segòvia
- 2002
  - Vencedor d'una etapa del Tour de l'Avenir
  - Vencedor d'una etapa de la Volta a Suècia
- 2004
  - 1r al Volta a la Gran Bretanya i vencedor de 2 etapes
- 2005
  - Vencedor d'una etapa de la Volta a la Baixa Saxònia

### Resultats a la Volta a Espanya
- 2005. 9è de la classificació general
- 2006. 67è de la classificació general
- 2007. 67è de la classificació general
- 2008. Abandona (8a etapa)
- 2010. 120è de la classificació general
- 2011. Abandona (5a etapa)

### Resultats al Giro d'Itàlia
- 2004. 31è de la classificació general
- 2005. 27è de la classificació general
- 2006. 98è de la classificació general
- 2007. 67è de la classificació general
- 2008. 20è de la classificació general
- 2009. 41è de la classificació general
- 2010. 15è de la classificació general
- 2011. 122è de la classificació general